# Sveriges Bryggerier
Sveriges Bryggerier, tidigare Svenska Bryggareföreningen, är en branschorganisation för de svenska producenterna av öl, läskedrycker, cider och buteljerat vatten. I april 1885 startade föreningens verksamhet vid ett möte med över 500 bryggare i Sverige. Det gör föreningen till den äldsta industribranschföreningen i Sverige som verkar i oförändrad form. 1950 anslöts läskedrycks- och vattentillverkarnas förening, Vattenfabrikanternas Riksförbund. 
Initiativtagare och förste ordförande var Anders Bjurholm. Från april 1886 utgav föreningen Svenska bryggareföreningens månadsblad, 1926 sammanslagen med Svensk bryggmästaretidning.
En anledning till att föreningen bildades var behovet av ett gemensamt förpackningssystem. Det samarbetet var starten för dagens 33 cl glasflaska. Den första flaskan som kom ut på marknaden var den så kallade Stockholmsflaskan.
Idag har hanteras tre olika förpackningssystem med pant av föreningen, 33 cl-flaskan med röd back, 50 cl-flaskan med blå back, samt återvinnings-PET-flaskor och aluminiumburkar som sköts av Returpack. Alla förpackningarna är organiserade i egna aktiebolag med egen styrelse. Tidigare hanterade föreningen även 1,5 litersretur-PET-flaskor men denna förpackningstyp har avvecklats under 2008.
Sveriges Bryggerier är medlem i Livsmedelsföretagen som är en del av Svenskt Näringsliv. Internationellt är Sveriges Bryggerier medlem i The Brewers of Europe, EU-ländernas bryggeriorganisation och i läskedrycksorganisationen UNESDA-CISDA. 